# (11136) Shirleymarinus
(11136) Shirleymarinus est un astéroïde de la ceinture principale.

## Description
(11136) Shirleymarinus est un astéroïde de la ceinture principale. Il fut découvert le 8 décembre 1996 à Kitt Peak par le projet Spacewatch. Il présente une orbite caractérisée par un demi-grand axe de 2,37 UA, une excentricité de 0,15 et une inclinaison de 7,5° par rapport à l'écliptique.

## Compléments